# Per Cramér
Per Einar Harald Cramér, född 3 juli 1958 i Västra Frölunda församling i Göteborgs och Bohus län, är en svensk jurist och professor i internationell rätt. Han är son till Kim  och Gun Cramér.

## Biografi
Cramér avlade juris kandidatexamen vid Göteborgs universitet 1984, masterexamen i International Affairs vid Johns Hopkins University School of Advanced International Studies 1987 och juris doktorsexamen i internationell rätt vid Göteborgs universitet 1998. Han blev docent 1998 och är professor i internationell rätt vid Göteborgs universitet sedan 2002.
Cramér var biträdande dekan för Handelshögskolan vid Göteborgs Universitet 2009–2010 och därefter dekan till och med juni 2024.
Cramér invaldes som ledamot av Kungliga Krigsvetenskapsakademien 2006, men utträdde ur akademien 2011. Han invaldes som ledamot av Kungliga Vetenskaps- och Vitterhetssamhället i Göteborg 2013.